# Saint-Étienne Basket
Il Saint-Étienne Basket è una società cestistica, parte della polisportiva Club Athlétique de Saint-Étienne, avente sede a Saint-Étienne, in Francia. Fondata nel 1967, gioca nel campionato francese.
Disputa le partite interne nello Stadium Pierre Maisonnial, che ha una capacità di 2.500 spettatori.